# Pauluskerk (Bremerhaven)
De Pauluskerk (Pauluskirche) is een luthers kerkgebouw in Bremerhaven-Lehe. Sinds 2002 prijkt de kerk op de monumentenlijst van de Vrije Hanzestad Bremen

## Geschiedenis
De kerk werd in het begin van de 20e eeuw van rode baksteen in neogotische stijl gebouwd en op 19 maart 1905 ingewijd.
Bij een luchtaanval tijdens de Tweede Wereldoorlog in 1944 werd de kerk vrijwel geheel verwoest. Nadien vond de herbouw van de kerk plaats en op 8 maart 1953 heropende bisschop Johannes Lilje het godshuis.
In 2002 fuseerde de gemeente met de plaatselijke Michaëlkerk (Michaeliskirche). De modernere Michaëlkerk werd daarop bestemd als gemeentecentrum voor de parochie. Volgens plannen zal in de Michaëlkerk een columbarium worden ondergebracht.
Sinds 2003 is in de Pauluskerk een kerkcafé ingericht. De mogelijkheid bestaat om de toren te beklimmen naar een 196 treden hoog gelegen uitzichtplatform.

## Interieur
De ramen in het altaar werden door glasschilder Heinz Lilienthal uit Bremen vervaardigd. De drie middelste ramen tonen voorstellingen van het Paasfeest. De beide buitenste ramen stellen de Slapende Christus op een schip tijdens de storm en de bekering van Paulus tijdens zijn reis naar Damascus voor.
Het crucifix van gedreven messing is een werk van de kunstenaar Stuhlmüller uit Hamburg.

## Orgel
Het orgel werd in 1955 door de orgelbouwer Paul Ott met een neobarokke dispositie gebouwd. Het instrument bezit 37 regsters op drie manualen en pedaal. De speel- en registertracturen zijn mechanisch.